# La Folletière
Pour l'ancienne commune homonyme du département du Calvados, voir La Folletière-Abenon.
La Folletière est une ancienne commune française située dans le département de la Seine-Maritime, en Normandie.
La commune fusionne avec trois autres le 1er janvier 2016 pour former la commune nouvelle de Saint-Martin-de-l'If et prend à cette date le statut de commune déléguée.

## Géographie

### Localisation

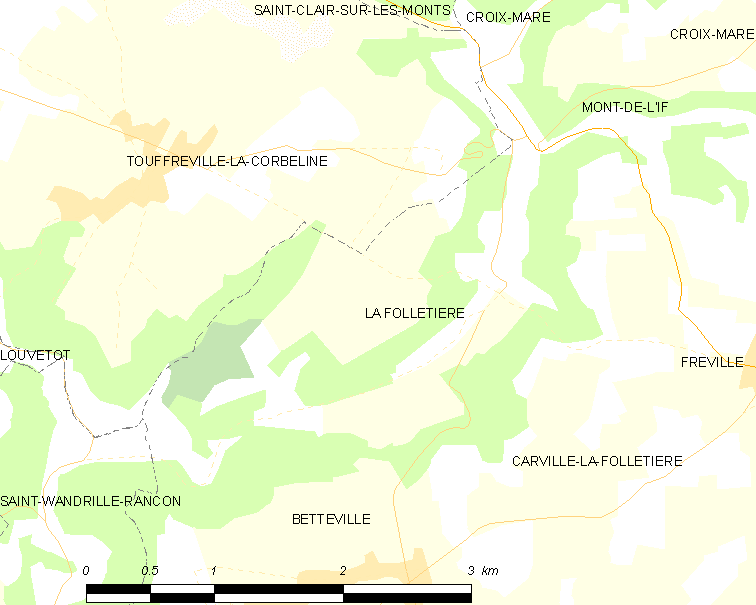
Carte de l'ancienne commune de La Folletière.
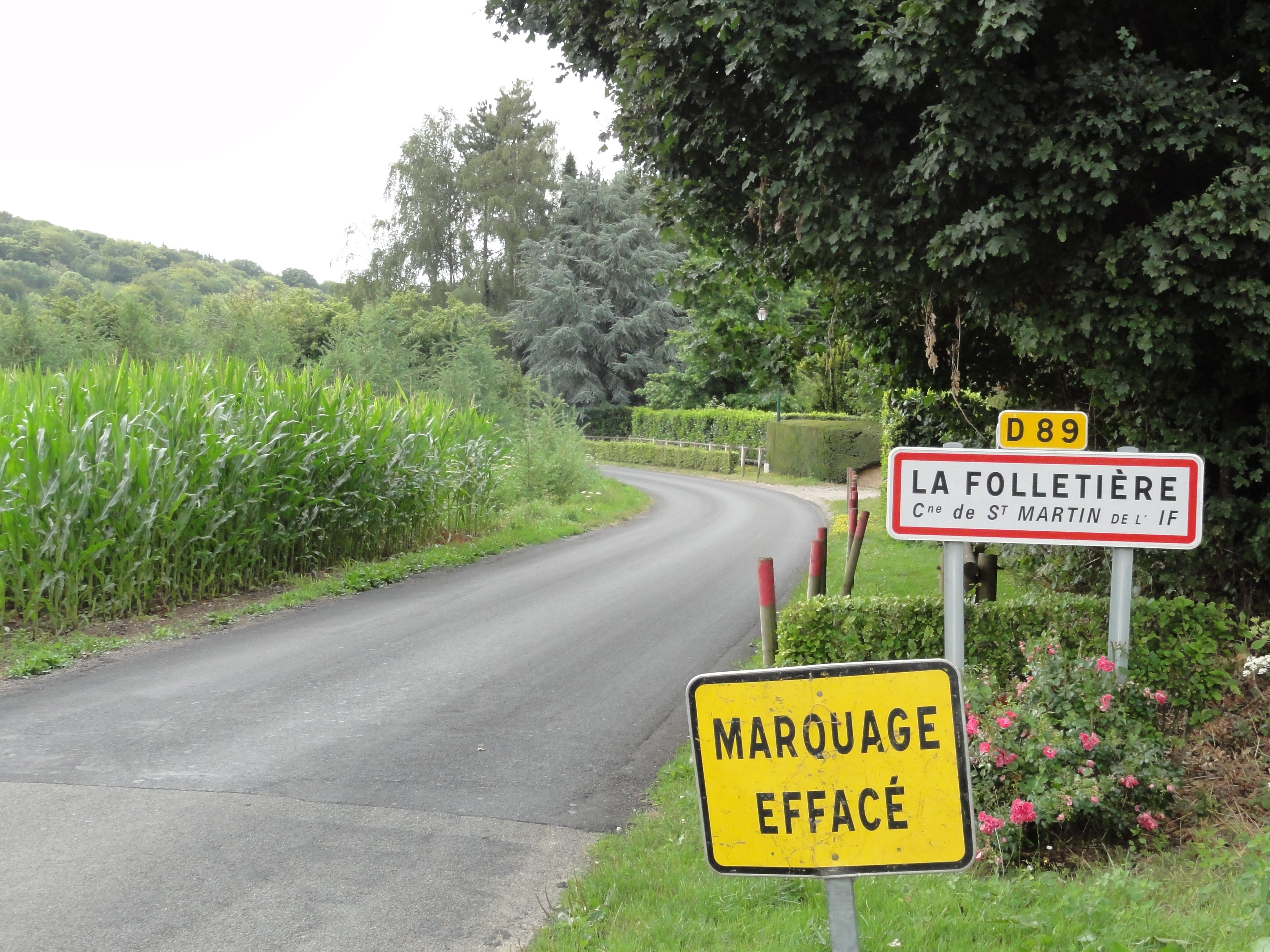
Entrée de La Folletière, commune de Saint-Martin-de-l'If.
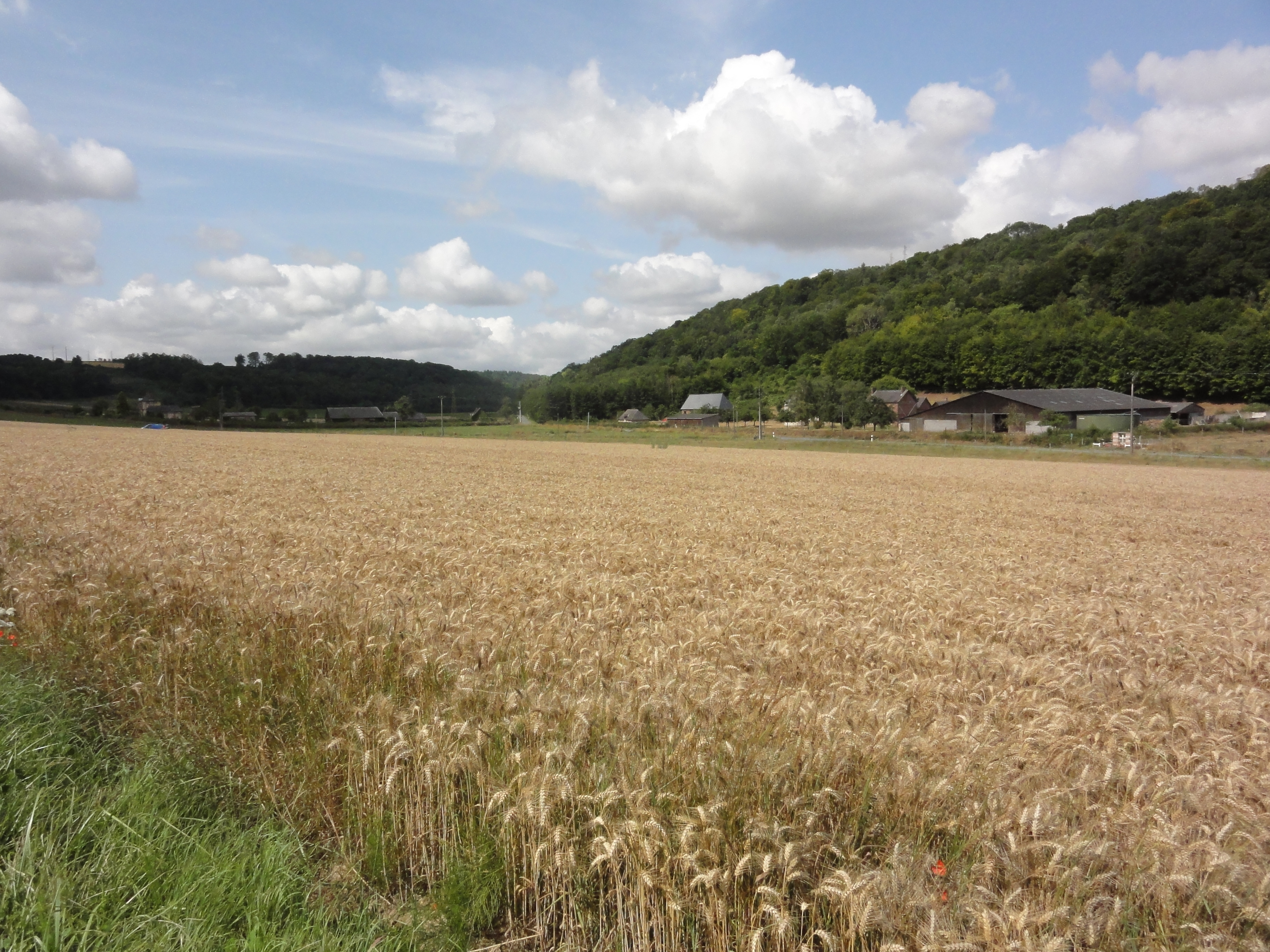
Vue sur le hameau de l'Église.
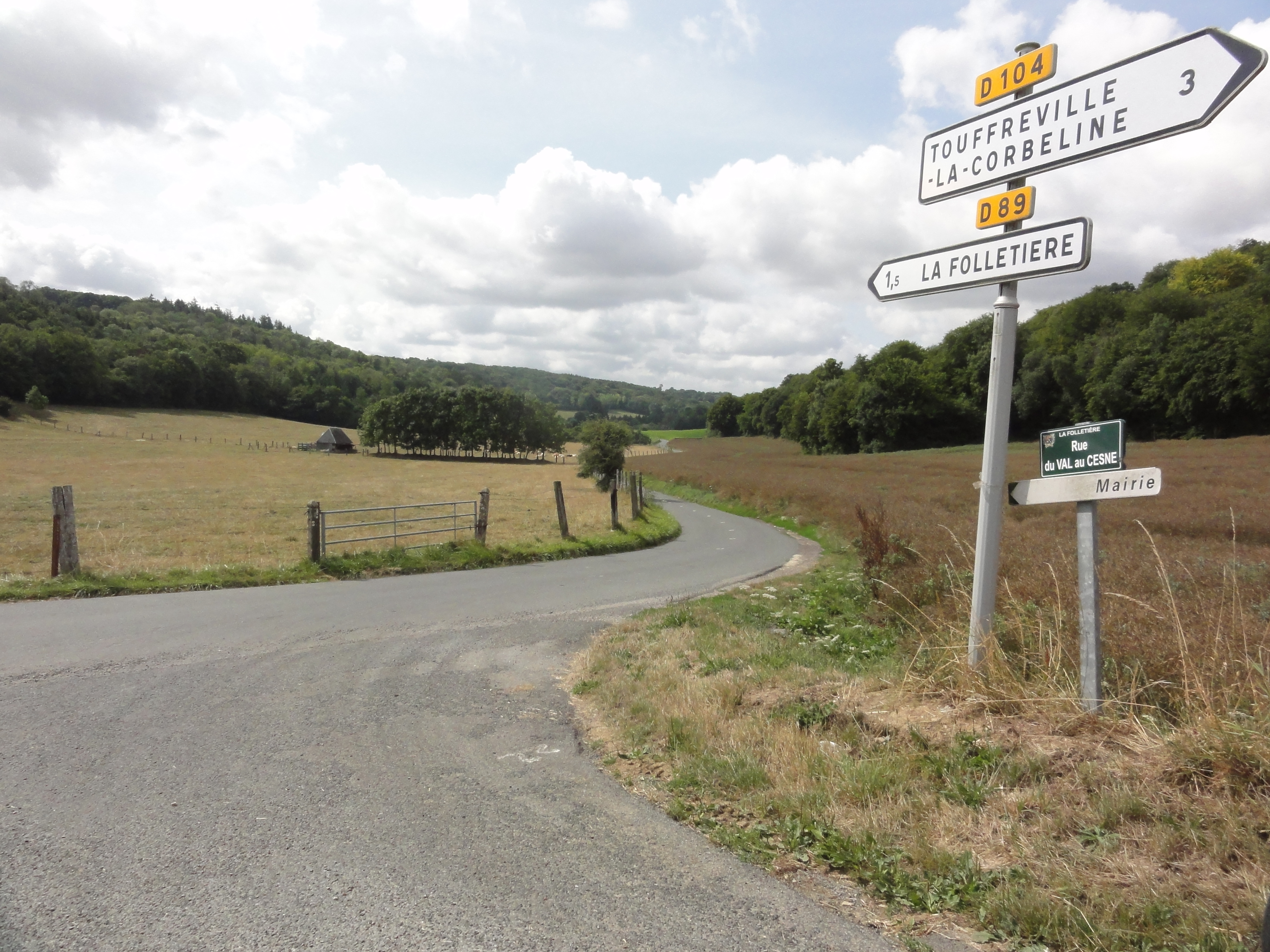
Paysage.

## Toponymie
Le nom de la localité est attesté sous la forme Foleteria vers 1210,.
Foletière : « lieu ou il y a des follets, des lutins ».

## Histoire
Le 1er janvier 2016, les communes de Betteville, La Folletière, Fréville et Mont-de-l'If ont été regroupées par un arrêté préfectoral du 7 décembre 2015 pour former la commune nouvelle de Saint-Martin-de-l'If, et elles sont devenues à cette occasion des communes déléguées,,.

## Politique et administration
| Période                                  | Période                        | Identité          | Étiquette | Qualité                                                                                               |
| ---------------------------------------- | ------------------------------ | ----------------- | --------- | --- |
| Les données manquantes sont à compléter. |                                |                   |           | |
| mars 2001                                | En cours (au 16 décembre 2015) | Jean-Pierre Clech | DVG       | Agriculteur Réélu pour le mandat 2014-2020 Devient maire délégué de la Folletière le 1er janvier 2016 |

## Population et société

### Démographie
L'évolution du nombre d'habitants est connue à travers les recensements de la population effectués dans la commune depuis 1793. À partir du 1er janvier 2009, les populations légales des communes sont publiées annuellement dans le cadre d'un recensement qui repose désormais sur une collecte d'information annuelle, concernant successivement tous les territoires communaux au cours d'une période de cinq ans. 
Pour les communes de moins de 10 000 habitants, une enquête de recensement portant sur toute la population est réalisée tous les cinq ans, les populations légales des années intermédiaires étant quant à elles estimées par interpolation ou extrapolation. Pour la commune, le premier recensement exhaustif entrant dans le cadre du nouveau dispositif a été réalisé en 2004,.
En 2013, la commune comptait 75 habitants, en évolution de +15,38 % par rapport à 2008 (Seine-Maritime : +0,48 %, France hors Mayotte : +2,49 %).
| 1793 | 1800 | 1806 | 1821 | 1831 | 1836 | 1841 | 1846 | 1851 |
| ---- | ---- | ---- | ---- | ---- | ---- | ---- | ---- | ---- |
| 198  | 172  | 172  | 156  | 158  | 173  | 150  | 138  | 120  |

| 1856 | 1861 | 1866 | 1872 | 1876 | 1881 | 1886 | 1891 | 1896 |
| ---- | ---- | ---- | ---- | ---- | ---- | ---- | ---- | ---- |
| 116  | 127  | 130  | 121  | 109  | 116  | 104  | 92   | 101  |

| 1901 | 1906 | 1911 | 1921 | 1926 | 1931 | 1936 | 1946 | 1954 |
| ---- | ---- | ---- | ---- | ---- | ---- | ---- | ---- | ---- |
| 87   | 104  | 84   | 82   | 72   | 66   | 60   | 68   | 67   |

| 1962 | 1968 | 1975 | 1982 | 1990 | 1999 | 2004 | 2009 | 2013 |
| ---- | ---- | ---- | ---- | ---- | ---- | ---- | ---- | ---- |
| 52   | 53   | 42   | 47   | 52   | 56   | 65   | 63   | 75   |

## Culture locale et patrimoine

### Lieux et monuments
- Croix commémorant l'église disparue.
- Pigeonnier.

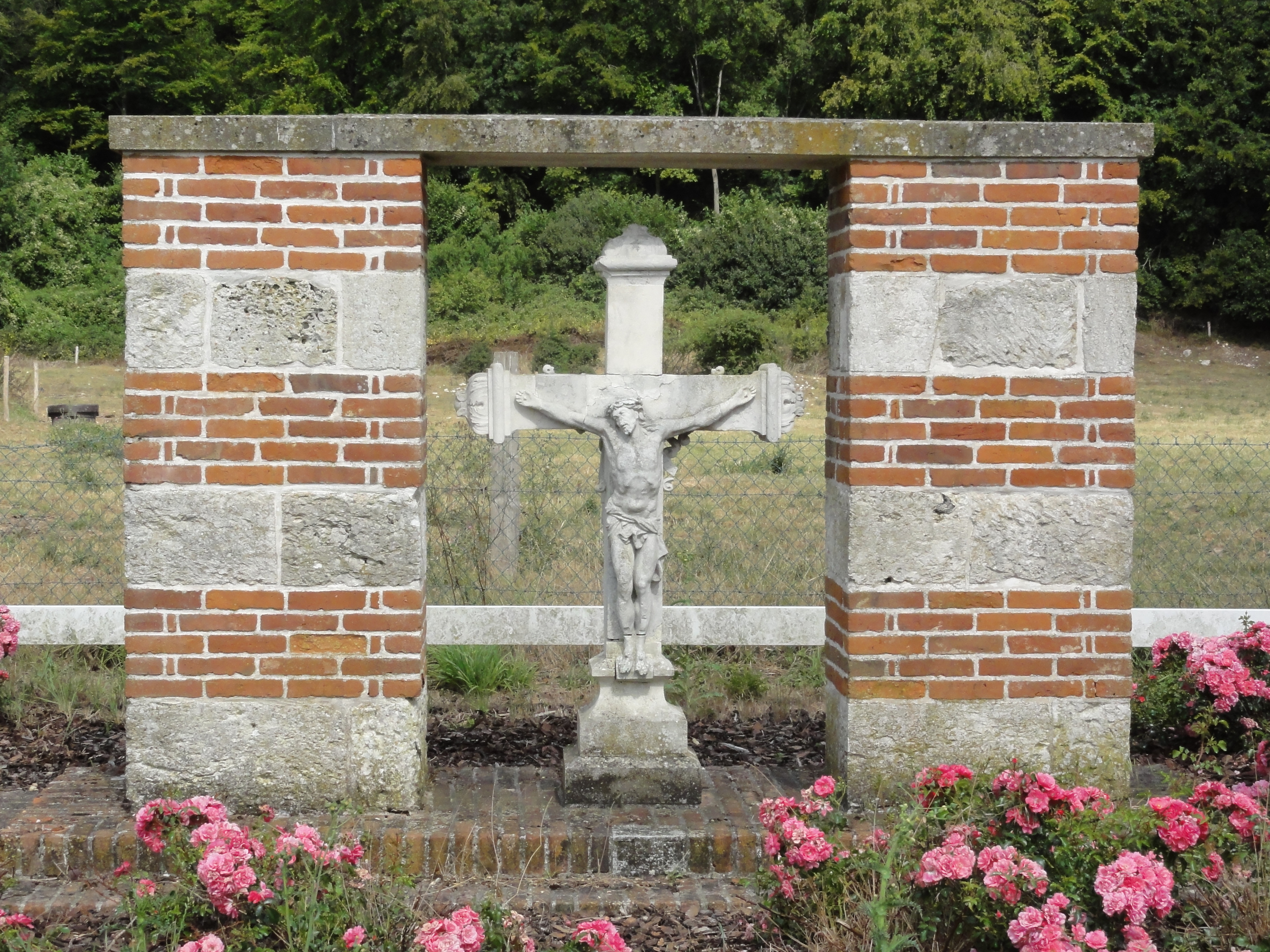
La croix, commémorant l'église disparue.
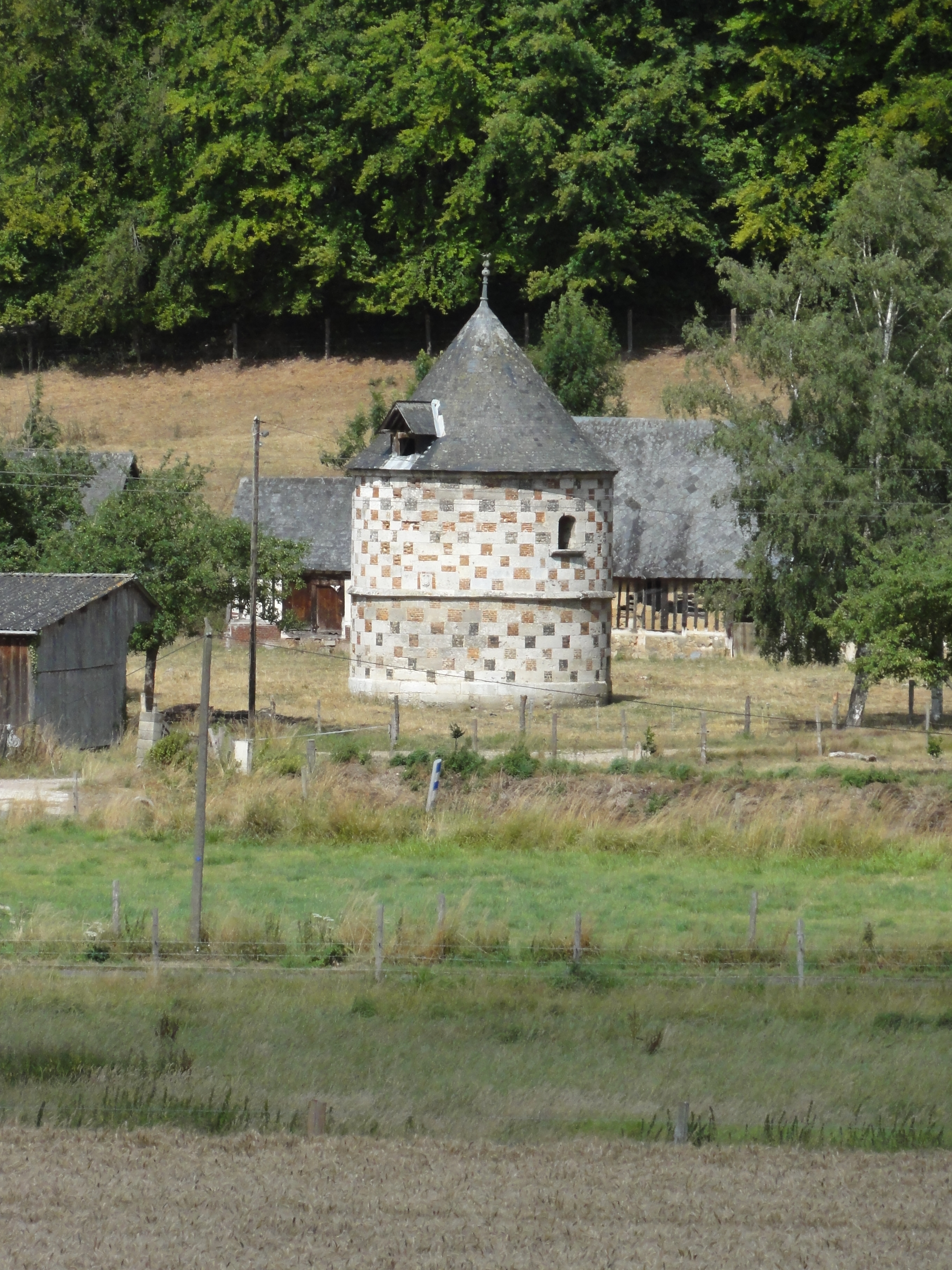
Le pigeonnier.

### Héraldique
| Armes de La Folletière | Les armes de la commune de La Folletière se blasonnent ainsi : Écartelé : au 1er de gueules à deux léopards d’or, l'un au-dessus de l'autre, au 2e d’azur à l'arbre d’or, au 3e d’azur au colombier d’or, au 4e d’azur à la bande d’argent et au sanglier contourné de sable brochant. Création Jacques Unberkandt, vers 2005. Les deux léopards d'or sur champ de gueules rappellent les armes de la Normandie. |

### Personnalités liées à la commune
- Louis-Jacques Hébert. Né à La Folletière en 1781. Il s'établit par mariage en 1833 dans l'Aube où il fonde une entreprise industrielle de bonneterie. Il décède en 1881 à Arcis-sur-Aube. Par la suite, cette entreprise deviendra la société Établissements Ducancel & Hébert, à Reims au XXe siècle (engrais chimiques).